# مصنع بوينغ إيفرت
مصنع بوينغ إيفرت (بالإنجليزية: Boeing Everett) هو المكان الذي يتم فيه بناء طائرات بوينغ 747، و الـ767، و الـ777 والـ787 ويقع حوالي 35 كم تقريبا شمال مدينة سياتل  في الجهة الشمال شرقية من مطار باين فيلد. المبنى هو أكبر مبنى في العالم من حيث الحجم الداخلي والذي يبلغ 13.3 مليون متر مكعب ويغطي مساحة قدرها 398 ألف متر مربع.

## تاريخ إنشائه
تم الإعلان عن خطط المصنع لأول مرة في عام 1966 ليكون موقع بناء 747 بعد أن حصلت شركة بوينغ على عقد بقيمة 525 مليون دولار أمريكي من شركة بان أمريكان لبناء 25 طائرة 747. وقد اشترت 780 فدان شمالا من حقل باين فيلد الذي كان يستخدم بعد ذلك، والذي كان يديره الجيش الأمريكي في الحرب العالمية الثانية. بوينغ لديها وجود إيفرت منذ عام 1943.
في عام 1968 بدأت تقدم جولات مصنع مع أول لفة من 747. أكثر من 150,000 شخص يزورون موقع إيفرت كل عام. ويضم المصنع فرع بنك التسليف والادخار بوينغ والعديد من المقاهي. في جميع أنحاء المطار إلى الغرب هو متجر بوينغ، مسرح، ومركز مستقبل الطيران الطيران، الذي يدير جولة المصنع.
ويعمل في مصنع إيفرت أكثر من 30,000 شخص، بما في ذلك إدارة الحرائق الخاصة به، وفريق الأمن، ومركز الرعاية النهارية ومركز اللياقة البدنية.